# Photo-Lettering

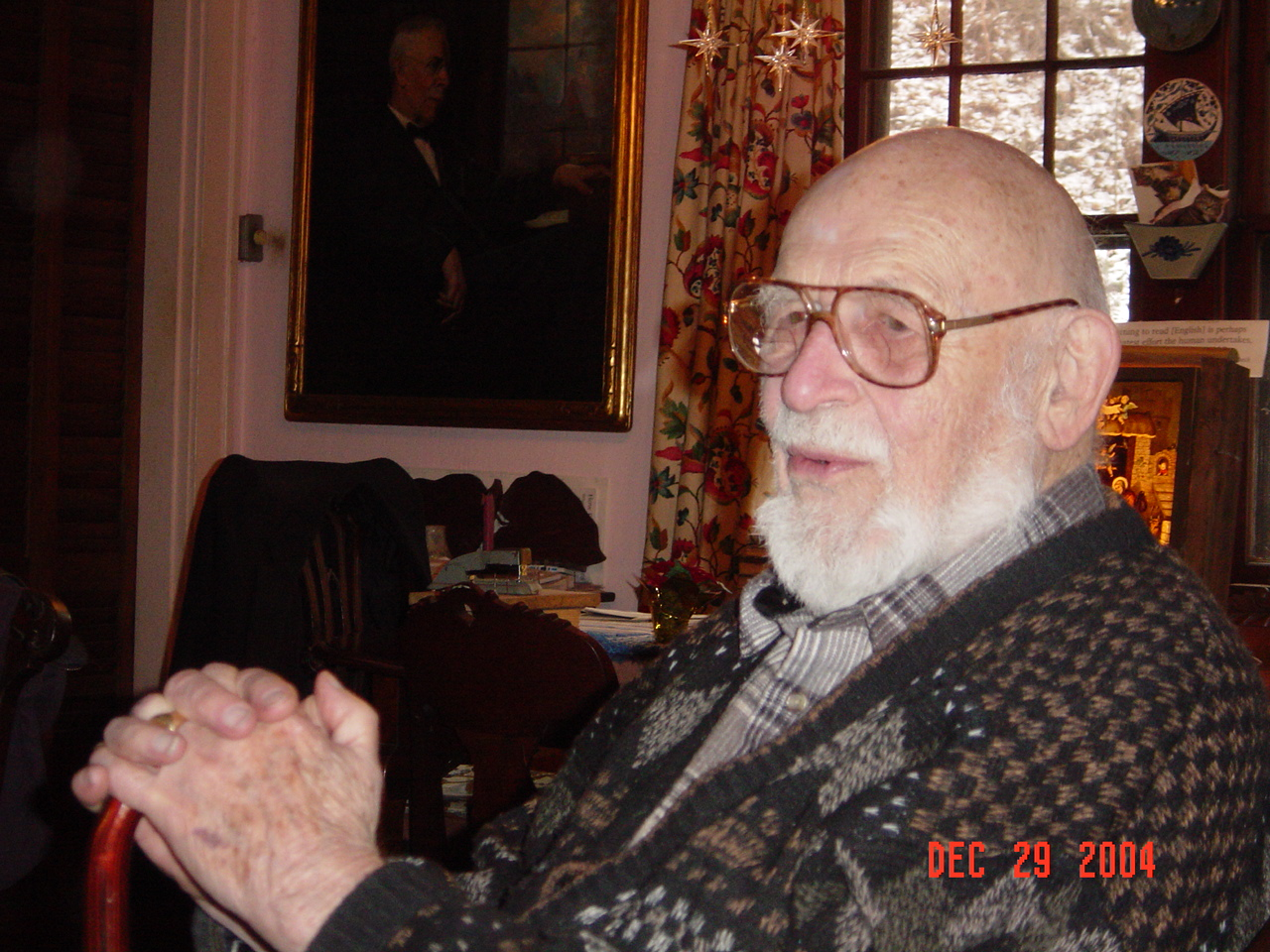
Photo-Lettering-Gründer Edward Rondthaler (2004)

Photo-Lettering – branchenintern gelegentlich auch mit der Abkürzung PLINC gekennzeichnet (für: Photo-Lettering Inc.) – war ein in New York City ansässiges Dienstleistungsunternehmen für Titelzeilen-Lettering und Auftragsatz. Das fotomechanisch-reprografische Auftragsabwicklungsverfahren der 1936 von Edward Rondthaler begründeten Firma wird innerhalb der Mediengestaltungsbranche als Pionierleistung im Bereich Fotosatz gewertet. Ein wesentliches Alleinstellungsmerkmal von Photo-Lettering war der beträchtliche Bestand an Schriften, von denen viele von später teils namhaften Designern gezeichnet wurden wie zum Beispiel Vic Caruso und Ed Benguiat. Photo-Lettering wurde in den späten 1980ern aufgelöst. Ein Teil der Original-Schriftbestände wird von der im US-Staat Delaware ansässigen Type Foundry House Industries vermarktet beziehungsweise neu für den Digitalsatz herausgebracht.

## Geschichte

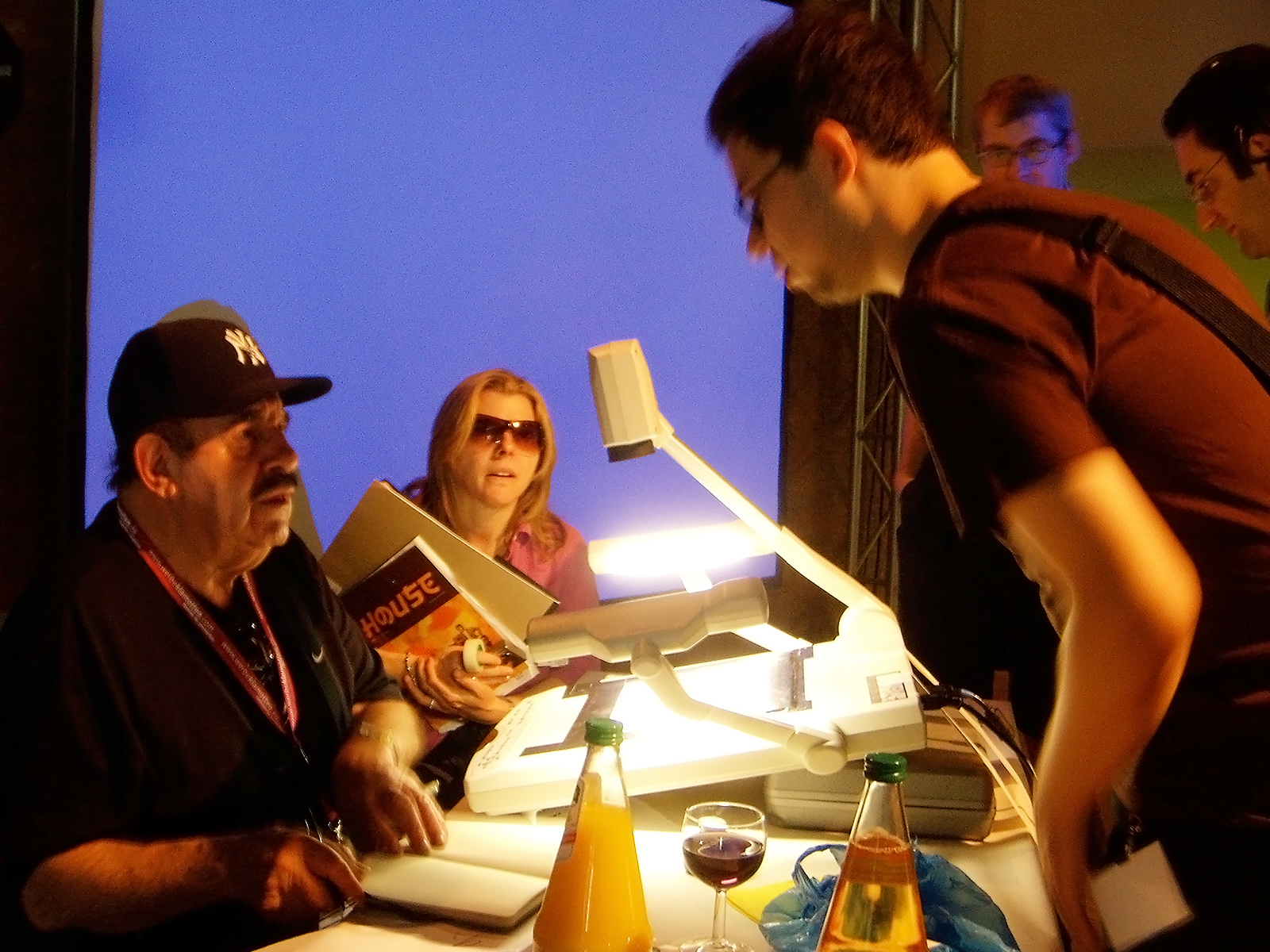
Ed Benguiat (links) 2008

Gründer von Photo-Lettering war der Typograf und Ingenieur Edward Rondthaler. Mit der Rutherford Photolettering Machine hatte Rondthaler eine Apparatur entwickelt, mit deren Hilfe Schrift-Alphabete auf fotomechanische Weise in geletterte Textzeilen bis hin zu Grußkarten oder Anzeigen transferiert werden konnten. Da Rondthaler bei der Vermarktung der von ihm erfundenen Maschine keinen Erfolg hatte, machte er das Verfahren zum Kernstück eines 1936 begründeten Auftragssatz-Dienstleistungsunternehmens. Hauptgeschäft der unter dem Namen Photo-Lettering firmierenden Firma war das Setzen von Schlagzeilen und Werbetexten. Der dazugehörige Pool an Schriften wurde im Lauf der Firmengeschichte auf über 10.000 Entwürfe aufgestockt. Beworben wurde die immense Anzahl zur Verfügung stehender Schriften über Schriftmuster-Bücher, die periodisch aktualisiert und ergänzt wurden: Mit Thesaurus Vol. 1 veröffentlichte Photo-Lettering 1959 seinen ersten großen Schriften-Kalalog; 1965 und 1979 folgten zwei weitere Bände.
Ein Alleinstellungsmerkmal, welches den guten Ruf von Photo-Lettering beträchtlich beförderte, waren die optischen Tricks und Gimmicks, welche das firmeneigene Verfahren ermöglichte: beispielsweise das Verändern von Schrift-Laufweiten durch Unterschneiden oder Spationieren, das Anwenden von Verzerrungseffekten oder auch das Übereinanderlayern unterschiedlicher Schriftelemente. Das hauseigene Gebrauchsschriften-Sortiment wurde von einer Reihe teils namhafter Fotobeschrifter erstellt – darunter ambitionierte Typografen wie Bob Alonso, Vincent Pacella, Vic Caruso und Ed Benguiat. Über diese Stammtruppe hinaus arbeiteten zahlreiche Freelancer und Illustratoren für das Unternehmen. Für damalige Zeiten nicht unbeträchtlich war der Anteil an Frauen, die grafische Zuliefer-Arbeiten für Photo-Lettering tätigten. Unter den insgesamt 252 Personen, die in der 1971 erschienenen Hauspublikation One Line Manual of Styles als Ersteller von Photo-Lettering-Gebrauchsschriften oder Signets aufgeführt waren, befanden sich zehn Frauen: Daisy Alcock, Deborah Ann Bristow, Claudette Cacucciolo, Marie Frederick, Betti Haft, Hedda S. Johnson, Connie Rechel, Shirley Smith, Jeannee Wong und Margaret Yakovenko.
Den Anschluss an die digitalen Produktionsweisen, die sich seit den 1980er Jahren auf dem Vormarsch befanden, konnte das Unternehmen nicht meistern. Nach Ansicht der Grafikdesignerin und Dozentin Anne Galperin war der Niedergang nicht unmaßgeblich auf die nicht vorhandene Kapitalausstattung des Unternehmens zurückzuführen. Eine Reihe der ursprünglichen Photo-Lettering-Schriften war schon zuvor in den Bestand der International Typeface Corporation übergegangen – einer Schriftendesigner-Type-Foundry, welche 1969 von Photo-Lettering Begründer Edward Rondthalter mit ins Leben gerufen worden war.
Andere wurden von der unabhängigen, von Nick Curtis betriebenen Schriftschmiede Nick’s Fonts digitalisiert. Im April 2003 gab das Schriften-Label House Industries bekannt, das gesamte physische Vermögen von Photo-Lettering erworben haben. Das in Wilmington, Delaware ansässige Unternehmen arbeitete unter anderem mit dem ehemaligen Photo-Lettering- und ITC-Schriftdesigner Ed Benguiat zusammen und digitalisierte im Zug dieser Zusammenarbeit dessen Schriften Ed Script, Ed Interlock, Ed Brush, Ed Roman, Ed Gothic sowie den Symbolfont Bengbats.

## Bedeutung
Die Bedeutung von Photo-Lettering wird heute vor allem darin gesehen, dass das Unternehmen Produktionsverfahren vorwegnahm, die erst in der Fotosatzära ab den späten 1960ern allgemeiner Standard wurden. Eine mit Photo-Lettering vergleichbares Unternehmen ist die – gleichfalls nicht mehr existierende – Typo-Beschriftungsfirma Filmotype aus Chicago, die sich vor allem mit typografischen Produkten für die Filmindustrie einen Namen machte. Die Photo-Lettering-Schriften können als ein frühes Pendant zu den Schriften angesehen werden, welche die International Typeface Corporation (ITC) ab den frühen 1970ern auf den Markt brachte. Ein Teil des Schriftfundus des Unternehmens ist nach wie vor undigitalisiert. Die Firma House Industries versuchte in den 2010er Jahren, das Geschäftsmodell von Photo-Lettering zu reanimieren und entwickelte zu diesem Zweck ein Tool, welches Lettering-Dienste auf einer Webseite zur Verfügung stellt.